# Henrik Klingenberg

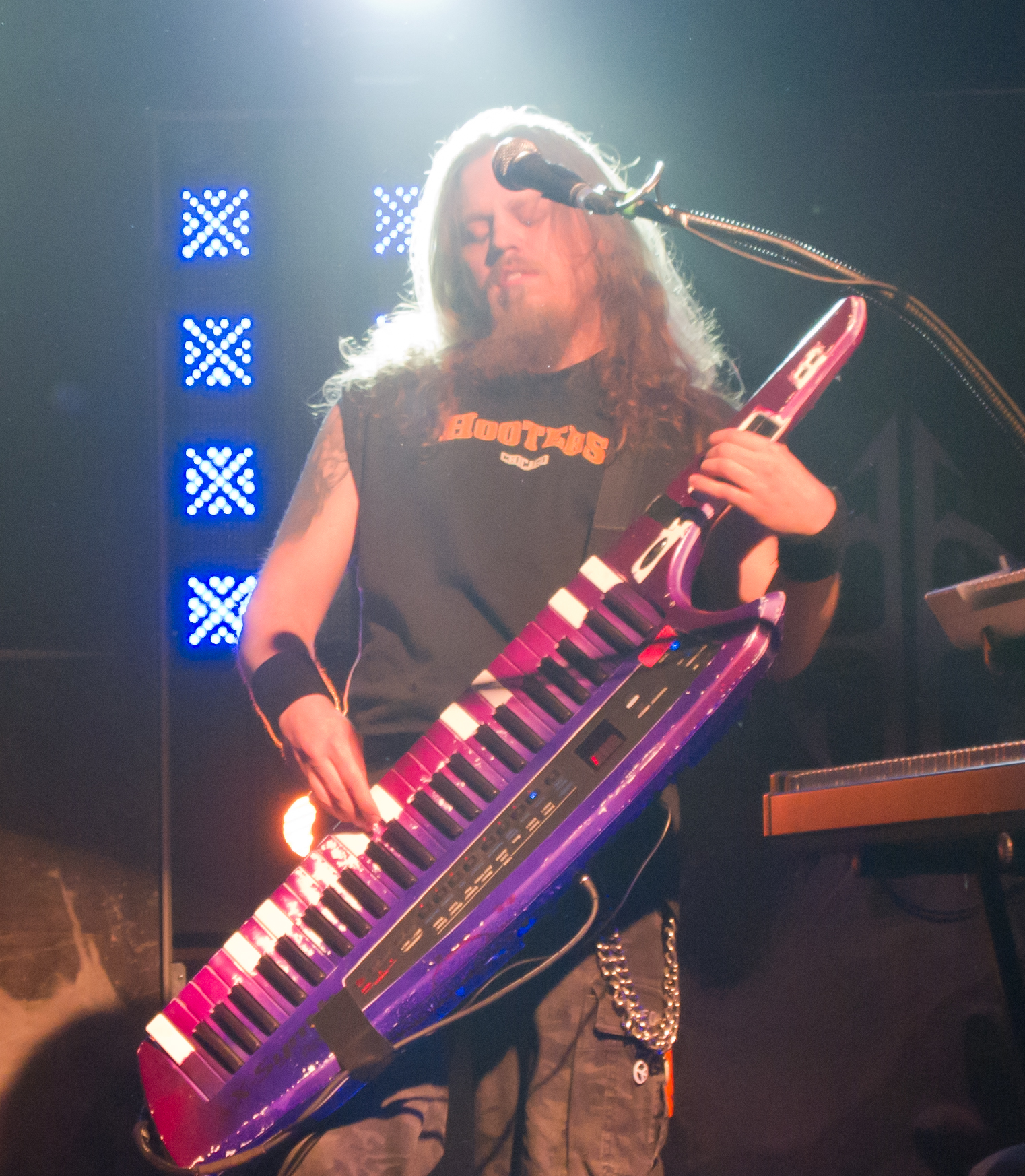
Henrik Klingenberg

Henrik „Henkka“ Klingenberg (* 21. Oktober 1978 in Mariehamn) ist ein finnischer Keyboarder, der durch seine Aktivität bei den Bands Sonata Arctica und Silent Voices bekannt geworden ist.

## Werdegang
Klingenberg gründete gemeinsam mit Pasi Kauppinen, Timo Kauppinen, Teemu Koskela und Jani Hurula 1995 die Band Silent Voices. In den folgenden Jahren wurden mehrere Demos angefertigt. Nach dem Hinzukommen des Sängers Michael Henneken stabilisierte sich die Besetzung. Die Gruppe war bis zu diesem Zeitpunkt eine Instrumentalband gewesen.  Im Herbst 1998 wurde eine selbstfinanzierte EP Memory and the Frame aufgenommen und 1999 veröffentlicht.
Mit Requiem veröffentlichte Klingenberg die zwei Alben The Arrival (2002) und Mask of Damnation (2003). Kurz darauf stieg er aus der Band aus.  2003 trat er Sonata Arctica bei, nachdem Mikko Härkin die Band verließ.
Im Februar 2012 veröffentlichte er sein erstes Soloalbum ... And the Weird Turned Pro, in dem die Bandkollegen Elias Viljanen und Pasi Kauppinen Gitarre und Bass spielen. Jari Huttunen übernahm das Schlagzeug.

## Diskografie
Als Solokünstler
- 2012: … And the Weird Turned Pro

 mit Silent Voices
- 1995: Instrumental Demo '95
- 1997: Nothing Lasts Forever
- 1999: Memory and the Frame
- 2000: You Got It / HumanCradleGrave
- 2002: Chapters of Tragedy
- 2004: On the Wings of Rage
- 2004: Infernal
- 2006: Building Up the Apathy
- 2013: Reveal the Change
- 2015: Darkest Night
- 2017: Darkest Night in Europe

 mit Sonata Arctica
- 2004: Reckoning Night
- 2007: Unia
- 2009: The Days of Grays
- 2012: Stones Grow Her Name
- 2014: Pariah’s Child
- 2014: Ecliptica Revisited: 15th Anniversary Edition
- 2016: The Ninth Hour
- 2019: Talviyö
- 2022:  Acoustic Adventures - Volume One
- 2002:  Acoustic Adventures - Volume Two
- 2024:  Clear Cold Beyond

 mit Requiem
- 2002: The Arrival
- 2003: Mask of Damnation

 als Gastmusiker 
- 2006: Cold Reality (Winterborn)
- 2006: The Fallen Empire (Altaria)
- 2009: Fire-Hearted (E*Vil)
- 2009: Vereen Piirretty Viiva (Isäntä Meidän)
- 2009: Jurahevin Kuninkaat (Hevisaurus)
- 2016: Machination (Secret Rule)
- 2017: The Key to the World (Secret Rule)